# Karl Cäsar von Leonhard
Karl Cäsar von Leonhard (Offenbach am Main, 12 settembre 1779 – Heidelberg, 23 gennaio 1862) è stato un mineralogista e geologo tedesco.

## Biografia
Aveva un figlio di nome, Gustav von Leonhard, che era un mineralogista. Dal 1797 ha studiato presso le università di Marburgo e di Gottinga, dove Johann Friedrich Blumenbach ebbe un'influenza importante per la sua carriera. Ha raccolto molti esemplari mineralogici sull'escursioni scientifiche in Sassonia, Turingia, e nelle Alpi austriache (tra cui la Salzkammergut). Durante i suoi viaggi ha conosciuto Friedrich Mohs e Karl von Moll. Nel 1818, attraverso l'assistenza del ministro di stato Sigismund von Reitzenstein, è stato nominato professore di mineralogia presso l'Università di Heidelberg.
Nel 1807 ha fondato la rivista popolare mineralogica "Taschenbuch für die gesammte Mineralogie" - dopo il 1830 la pubblicazione era conosciuta come "Neues Jahrbuch für Mineralogie,  Geologie e Paläontologie" (a cura di Heinrich Georg Bronn).
È stato uno dei membri fondatori del Wetterauischen Gesellschaft (Wetterau Society). Durante la sua carriera, ha mantenuto la corrispondenza sugli argomenti mineralogici insieme Leopold von Buch, Johann Wolfgang von Goethe, Abraham Gottlob Werner e Johann Carl Wilhelm Voigt.
Nel 1824 ha introdotto il termine "loss" nella scienza geologica. Il termine "leonhardite" porta il suo nome, viene definito come un minerale disidratato.

## Opere principali
- Systematisch-tabellarische Uebersicht und Charakteristik der Mineralkörper, 1806 (con Johann Heinrich Kopp and Karl Friedrich Merz).
- Bedeutung und Stand der Mineralogie, 1816.
- Mineralogisch-chemische Untersuchungen des Triphan's und Tantalit's, 1818.
- Handbuch der oryktognosie, 1821.
- Die Basalt-Gebilde in ihren Beziehungen zu normalen und abnormen Felsmassen, 1832.
- Naturgeschichte des mineralreichs (2 vol., 1833).
- Lehrbuch der geognosie und geologie, 1835.
- Geologie, oder Naturgeschichte der Erde (5 vol., 1836).
- Agenda geognostica; Hülfsbuch für reisende Gebirgsforscher und Leitfaden zu Vorträgen über angewandte Geognosie, 1838.